# HD 212771 b
HD 212771 b — экзопланета, вращающаяся вокруг жёлтого карлика HD 212771 и находящаяся на расстоянии приблизительно 427 световых лет в созвездии Водолея.